# Dominich Sándor
Dominich Sándor (Nagyenyed, 1954. július 12. – Sopron, 2008. augusztus 13.) erdélyi származású informatikus, egyetemi docens.

## Életpályája
1978-ban végezte az informatika szakot a kolozsvári egyetemen.
A budapesti ELTE-n és a grazi egyetemen is folytatott tanulmányokat. 1994-ben doktorált matematikából. Doktorátusvezető, nemzetközi konferenciák szervezője és meghívott előadója. 1998-tól haláláig a veszprémi Pannon Egyetem docense volt.

## Munkássága
Kvantummechanikán és neuronhálókon alapuló interaktív információ-visszakeresési modellt (I2R) javasolt, amelyet implementált is. Kutatási területei: információ-visszaszerzés (modellek, web, alkalmazások), algoritmusok és adatszerkezetek.

### Könyvei
- Mathematical Foundations of Information Retrieval, Kluwer Academic Publishers, 2001.
- The Modern Algebra of Information Retrieval, Springer Verlag, 2008.

### Cikkei (válogatás)
- Dominich, Sándor; Góth, Júlia; Skrop, Adrienn: A study of the usefulness of institutions' acronyms as web queries. in Sebastiani, Fabrizio (ed.), Advances in information retrieval. 25th European conference on IR research, ECIR 2003, Pisa, Italy, April 14–16, 2003. Proceedings. Berlin: Springer. Lect. Notes Comput. Sci. 2633, 580–587 (2003).
- Dominich, Sándor: Connectionist interaction information retrieval. Inf. Process. Manage. 39, No. 2, 167–193 (2003).
- Dominich, Sándor: Foundation of information retrieval. Math. Pannonica 11, No.1, 137–153 (2000).

### Szerkesztése
- Dominich, Sándor (ed.);Lalmas, Mounia (ed.);van Rijsbergen, C. J. Keith (ed.): Special issue: Formal methods for information retrieval. Papers presented at the 4th ACM SIGIR workshop in mathematical/formal methods in IR, Toronto, Canada, 2003.

## Külső hivatkozások
- Dominich Sándor munkái: WorldCat katalógus Archiválva 2011. augusztus 12-i dátummal a Wayback Machine-ben
- CIR kutatóközpont